# 너는 여자 나는 남자
"너는 여자 나는 남자"는 한국에서 제작된 김응천 감독의 1979년 영화이다. 이승현 등이 주연으로 출연하였고 한갑진 등이 제작에 참여하였다.

## 출연

### 주연
- 이승현
- 이옥미
- 임희춘
- 최용순

## 기타
- 조명: 이억만
- 녹음: 김성찬
- 미술: 조경환
- 애니메이션제작: 김청기